# 花全
花全（1971年—），贵州贵阳人，布依族，中华人民共和国政治人物、第十二届全国人民代表大会贵州地区代表。
毕业于中央广播电视大学贵阳分校农村经济管理专业。加入中国共产党。2013年，担任全国人大代表。